# Santa Maria Maddalena (Bussolo)
Santa Maria Maddalena è un'opera lignea realizzata per la chiesa del Corpus Domini d'ambito dello scultore Pietro Bussolo, forse del suo allievo Donato Prestinari.

## Storia
La statua lignea fu realizzata per la chiesa del Corpus Domini della frazione Pagliaro di Algua in provincia di Bergamo in un periodo appena successivo alla costruzione della chiesa. Il portale della chiesa ha impressa la data del 1484 con la scritta ante que, che dovrebbe indicare la data di richiesta da parte della comunità di giuspatronato, concessa dal papa Giulio II nel 1507. La statua di santa Maria Maddalena, fu commissionata per essere posta sull'altare a lei dedicato. La visita pastorale del 1536, del vescovo Pietro Lippomano ne registra la presenza «icona magna cum quampluribus figuris ex ligno deaurato pulcherrima». L'altare era adorno anche di altre due statue quella di san Rocco e san Sebastiano, quindi inserite in una ancona.

Gli atti della visita pastorale del 1699 del vescovo Luigi Ruzzini, collocherebbero le medesime statue in una cappella dipinta con il ciclo Storie di Cristo nel 1480 attribuito a Maffiolo da Cazzano
Nel 1702, data posta sull'arcone trionfale, la chiesa venne ristrutturata e probabilmente l'ancona della santa divisa non venendo più citata negli atti delle successive visite pastorali. Solo nel 1931 la medesima viene inserita nel catalogo redatto dal Angelo Pinetti che rinomina la statua con quella di san Rocco sull'altare a destra del presbiterio.. La medesima viene indicata anche nel testo di Luigi Pagnoni tra le belle statue del '500, e collegata allo scultore milanese Pietro Bussolo da Raffaele Casciaro per  l’attenuazione delle pieghe cartacee e la solennità dell’impianto
L'attribuzione a Bussolo fu messa in discussione dopo che i restauri hanno dato una probabile datazione del 1501. Il Bussolo si trovava sicuramente stabile a Salò dal 1499 al 1516, quindi l'opera dovrebbe essere di un suo allievo, viene considerato Donato Prestinari esecutore dell'opera che era il suo allievo più attivo anche in altri lavori.
Nel 2016 fu dedicata allo scultore una mostra nella Sala delle Capriate del palazzo della Ragione, ma questa non poté essere esposta causa le sue non buone condizioni, fu però indicata nei percorsi suo territorio. Il successivo restauro è stato eseguito da Luciano Gritti con la direzione di Angelo Loda della Sovraintendenza delle Belle Arti per le province di Bergamo e Brescia..

## Descrizione

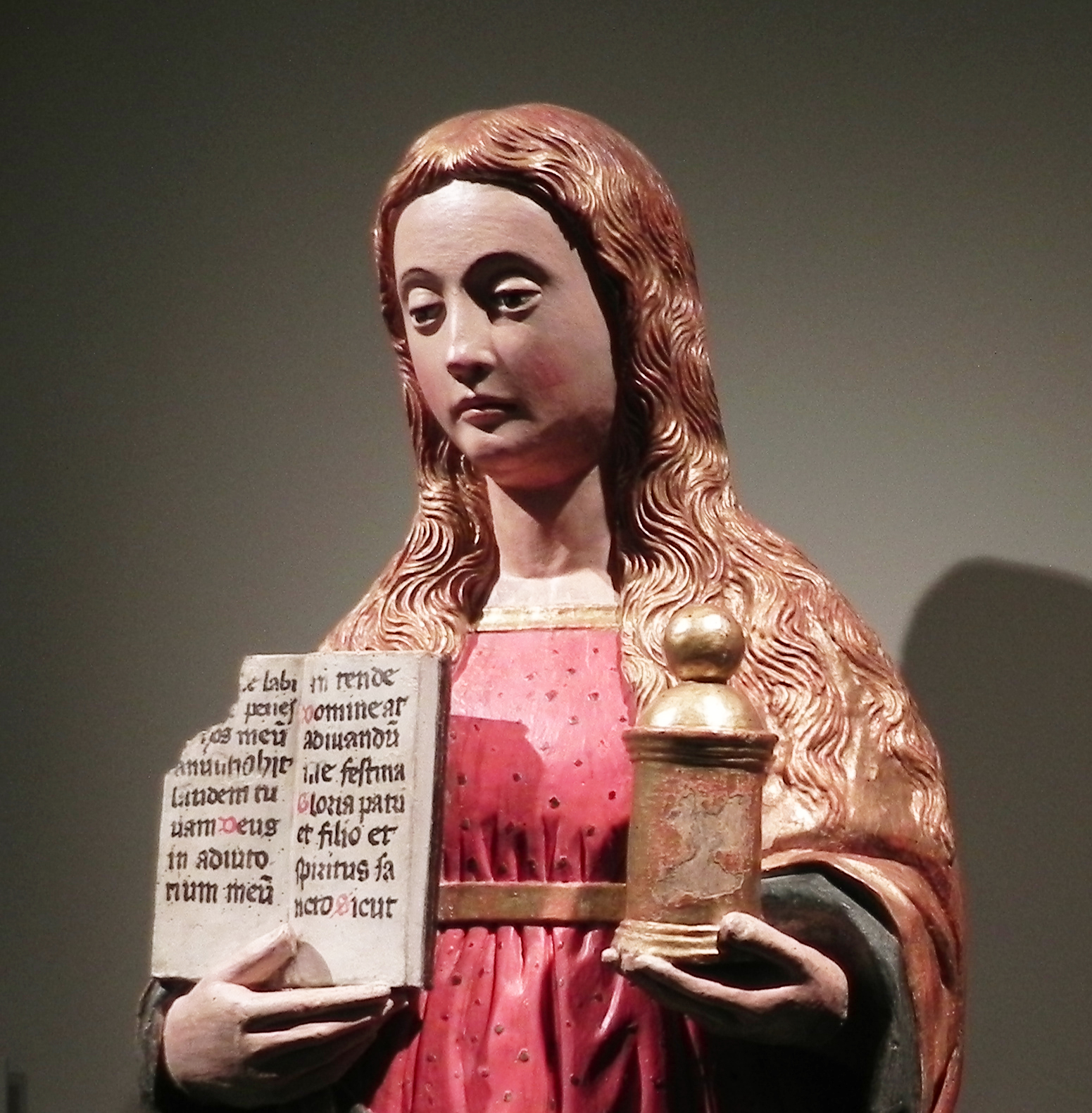
Dettaglio della statua

La statua, posta su di un piedistallo, è stata realizzata con legno di tiglio in un blocco unico svuotato nella parte posteriore per essere inserito in una ancona. La fisionomia del volto con il gonfiore degli occhi rivolti verso il basso, e la folta capigliatura indicano che doveva essere posta in alto per poter essere ammirata dai fedeli frontalmente e dal basso.

La santa regge con la mano sinistra il vaso di unguenti, attributo che la identifica, e un libro nella destra scritto e mancante nell'angolo in alto, sembrerebbe riportare all'offiziolo, presente anche nella statua di san Vincenzo a Gandino. La raffigurazione è molto diversa da quella inserita nell'Ancona di Salò dove è raffigurata nell'atto di aprire il vaso di unguenti. La figura appare in leggero movimento grazie al piede sinistro che fuoriesce dal piedistallo e che indica un leggero movimento del capo. I restauri hanno ridatol'intensità di colori che contrastano tra la tunica rossa legata in vita e il manto dorato che si raccoglie sul braccio della santa in cannoni morbidi, facendo riapparire la veste rossa bordata di celeste che cade in pieghe già riprese in opere precedenti dall'artista. Era prassi del Bussolo di colorare le sue opere di una prima mano di pittura di un verde pallido, così che l'artista che avrebbe poi dovuto dipingerla non potesse abbondare nella pittura riempiendo di colore quei tratti, quelle scanalature da lui volutamente eseguite per dare espressività e plasticità al soggetto.

Il volto della santa è riconducibile alle Madonne già realizzate dall'artista per il Polittico di San Bartolomeo ad Albino non presentando i tradizionali solchi presenti in molte delle sue opere..
Il restaruro ha permesso la rimozione di ben due strati di colore, ponendone nuovo dove risultava mancante ma ridando alla statua la sua policromia originale.I capelli dal colore dorato cadono sul manto confondendosi, dando un'immagine di freschezza